# Jernbanebyen
 Denne artikel bør gennemlæses af en person med fagkendskab for at sikre den faglige korrekthed.

Jernbanebyen er et område  i København der ligger mellem Vasbygade, Enghavevej og Ingerslevsgade. Det er den sidste, store brik i byudviklingen i det sydlige København, 2450 København SV, |Kongens Enghave.
Over de kommende år udvikler grundejerne, DSB Ejendomsudvikling A/S, Freja Ejendomme A/S  sammen med NREP, Industriens Pension og Novo Holdings det 365.000 m2 store udviklingsområde til en moderne, grøn og delvist bilfri bydel med erhverv, detailhandel og blandede boliger samt to større parker og tre fodboldbaner. Udviklingen af hovedstadens nye bydel sker med fokus på sundhed og bæredygtige løsninger. 
Rammerne for udviklingen af Jernbanebyen er fastlagt med Borgerrepræsentationens vedtagelse 27. februar 2020 af Kommuneplan 2019 for Københavns Kommune. KP19 giver muligheder for byggeri i Jernbanebyen, og stiller samtidig krav om blandt andet bevaring og etablering af grønne områder og boldbaner.
Den kommende lokalplan for Jernbanebyen vil tage udgangspunkt i startredegørelsen, som blev godkendt af Teknik- og Miljøudvalget på Københavns Rådhus 4. april 2022.

## Historie
Indtil slutningen af det 19. århundrede var området havbund og oversvømmede strandenge. 1895 påbegyndte mere end 5.000 mand[kilde mangler] det store opfyldningsarbejde i Kalvebod Strand, hvor en ny godsbanegård og et nyt, stort jernbaneværksted skulle anlægges. 1901 åbnede Statsbanerne den nye godsbanegård og dermed begyndte udviklingen af det store område, der i dag kendes som Jernbanebyen. I tilknytning til godsbanegården blev der også anlagt et større remiseanlæg.

## Arkitektur
I november 2020 igangsatte grundejerne − DSB Ejendomsudvikling og Freja Ejendomme − en arkitektkonkurrence for Jernbanebyen, der blev gennemført som et parallelopdrag med fem tværfaglige teams. I april 2021 blev "Team Cobe" offentliggjort som vinder af konkurrencen med projektet ’Jernbanebyen – På Sporet Af En Grøn, Bæredygtig Bydel’

## Ejerskab
Jernbanebyen var indtil 2021 ejet og udviklet af henholdsvis DSB og Freja Ejendomme. I 2021 indgik Freja Ejendomme en betinget aftale om salg af deres grundareal i Jernbanebyen til NREP??? , Industriens Pension og Novo Holdings. Freja Ejendomme indgår i udviklingsarbejdet indtil der foreligger en lokalplan for deres område, hvorefter de udtræder af samarbejdet.
I 2023 indgik DSB Ejendomsudvikling, der ejer den største del af Jernbanebyen, en betinget joint-venture-aftale med de samme tre parter − NREP, Industriens Pension og Novo Holdings − hvor alle fire parter indgår i en fælles udvikling af DSB’s grundareal. Med denne aftale er det planen, at de to dele af Jernbanebyen engang sammenlægges med henblik på en fælles udvikling af området med det nye konsortium som ejere.[kilde mangler]

## Området
Et klargøringscenter for metroen gennemskærer området og deler det i en nordlig og sydlig del.
Det eksterne områdekort har desuden markeringer for "Den Gule By" i det nordvestlige hjørne. BaneGaarden og  Lokomotivværkstedet i det store nordlige område.

I den sydlige del ligger "Vasbygade Genbrugsstation" og en insektfarm Bugging Denmark

## Områdekort
| - Området omkring Jernbanebyen |  | Bygninger - Trafiktårn Øst Cirkelformet bygning i kortets nordøstre hjørne ved Carsten Niebuhrs Gade - CPH Village i København SV (studieboliger) Gader og veje - Otto Busses Vej - Vasbygade - Vigerslev Alle - Enghavevej - Carsten Niebuhrs Gade Områder - Et klargøringareal for metroen deler området i en nordlig og en sydlign del med bl.a. "Vasbygade Genbrugsstation" |